# Goodenia havilandi
Goodenia havilandi är en tvåhjärtbladig växtart som beskrevs av Joseph Henry Maiden och Betche. Goodenia havilandi ingår i släktet Goodenia och familjen Goodeniaceae. Inga underarter finns listade i Catalogue of Life.